# .fj
.fj е интернет домейн от първо ниво за Фиджи. Администрира се от Университета на Южния океан. Представен е през 1992 г.

## Домейни от второ ниво
- ac.fj
- biz.fj
- com.fj
- info.fj
- mil.fj
- name.fj
- net.fj
- org.fj
- pro.fj